# Lacrime di San Pietro
Les Llàgrimes de Sant Pere (Italià: Lagrime di San Pietro) és un cicle de 20 madrigals i un motet final del compositor del renaixement tardà Orlande de Lassus (Roland de Lassus). Està estructurat en tres seqüències de set composicions en cada seqüència, a set veus. Va ser la seua última composició, escrita al 1594, i publicat després de la seua mort a Múnic el 1595. Li ho va dedicar al Papa Climent VIII al 24 de maig del 1594, tres setmanes abans de la seua mort.

## Contingut
Les Llàgrimes reflecteixen 20 poemes del poeta italià Luigi Tansillo (1510–1568) representant les etapes de pena experimentades per Sant Pere després de les seues negacions, i el seu record de la admonició de Crist, com relata Mateu 26:69–75. L'estructura de l'obra feta per Lassus, a set veus, i el simbolisme numèric, no més és una part del conjunt: les set veus representen els set dolors de la Maria, mare de Jesús; adicionalment, molts del madrigals tenen set seccions. El nombre de peces, 21, també són set vegades el nombre de membres de la trinitat.
A més a més, Lassus no més fa ús de set dels huit modes eclesiastics (mode I al VII), deixant completament fora el mode VIII. Els madrigals estàn agrupats successivament pels modes, amb els madrigals 1 al 4 al mode I, 5 al 8 al mode II, 9 al 12 als modes III i IV, 13 al 15 al mode V, 16 al 18 al mode VI, 19 i 20 al mode VII i el motet final basat en el tonus perigrinus, completament fora del esquema renaixentista dels huit modes eclesiastics.
Musicalment, les Llàgrimes són un resum de l'estil de Lassus al llarg de la seua carrera, i ell mateix va indicar a la seua dedicatòria que els havia compost recentment. Al llarg del cicle fa ús de tècniques que ell havia aprés al començament de la seua carrera com a compositor de madrigals profans; cromatismes reconeixibles a la seua obra major de música reservata Prophetiae Sibyllarum; i el llenguatge concís, refinat, quasi auster que havia desenvolupat al final de la seua carrera, pròxim a l'estil de Palestrina, estil al qual, cap nota és supèrflua. La música s'ajusta sil·làbicament al text, curant-se la dicció, i conté pauses on un rapsoda es detindria a respirar; i és completament Durchkomponiert, sense repeticions ni redundàncies.
La peça final del cicle no és pas un madrigal, si no un motet en llatí: Vide homo, quae pro te patior (Observa, ésser humà, quant he patit per tú). Ací, l'home a la creu, parlant en primera persona, confronta el traïment de Pere, fins i tot la feblesa de caràcter de tot ésser humà.